# Chelyabinsk Tanks 2019
Questa voce raccoglie le informazioni riguardanti i Chelyabinsk Tanks nelle competizioni ufficiali della stagione 2019.

## Campionato di football americano della Russia 2019

### Stagione regolare
| Čeljabinsk 8 giugno 2019 | Chelyabinsk Tanks | 0 – 28 (0-0 0-14 0-14 0-0) referto | Ekaterinburg Ural Lightnings |  |

| Čeljabinsk 22 giugno 2019 | Chelyabinsk Tanks | 0 – 36 referto | Samara Stormbringers |  |

| Perm' 27 luglio 2019 | Perm Steel Tigers | 21 – 0 (a tavolino) referto | Chelyabinsk Tanks |  |

## Statistiche di squadra
| Competizione      | %Vittorie | In casa | In casa | In casa | In casa | In casa | In casa | In trasferta | In trasferta | In trasferta | In trasferta | In trasferta | In trasferta | Totale | Totale | Totale | Totale | Totale | Totale |
| Competizione      | %Vittorie | G       | V       | N       | P       | Pf      | Ps      | G            | V            | N            | P            | Pf           | Ps           | G      | V      | N      | P      | Pf     | Ps     |
| ----------------- | --------- | ------- | ------- | ------- | ------- | ------- | ------- | ------------ | ------------ | ------------ | ------------ | ------------ | ------------ | ------ | ------ | ------ | ------ | ------ | ------ |
| Stagione regolare | .000      | 2       | 0       | 0       | 2       | 0       | 64      | 1            | 0            | 0            | 1            | 0            | 21           | 3      | 0      | 0      | 3      | 0      | 85     |
| Totale            | .000      | 2       | 0       | 0       | 2       | 0       | 64      | 1            | 0            | 0            | 1            | 0            | 21           | 3      | 0      | 0      | 3      | 0      | 85     |